# Secret Diary of a Call Girl
Secret Diary of a Call Girl ist eine britische Fernsehserie, die sich rund um das Privat- und Geschäftsleben des Londoner Callgirls Belle (eigentlich Hannah) dreht. In der Hauptrolle ist der ehemalige Doctor-Who-Star Billie Piper als Belle de Jour zu sehen; sie war außerdem als Executive Producer (Produzentin) tätig.
Die Serie umfasst vier Staffeln. Vorlage war der autobiografische Blog Belle De Jour – Diary Of A London Call Girl, welcher später auch als Buch veröffentlicht wurde.

## Handlung
Hannah gibt vor, in einer Kanzlei in London als Sekretärin zu arbeiten. Tatsächlich ist sie als Callgirl Belle tätig. Sie trennt dabei strikt Privates und Geschäftliches, sodass nicht einmal ihr bester Freund Ben etwas davon weiß. Als Grund für ihren Job als Callgirl gibt sie ihre Liebe zu Sex und Geld an.
In der Serie führt Hannah den Zuschauer als Erzählerin sowohl durch ihr Privatleben als auch ihr Geschäftsleben. Dabei richtet sie sich gelegentlich direkt an den Zuschauer und schaut dabei direkt in die Kamera.

## Produktion
Grundlage für die Serie waren der autobiografische Blog und die darauf aufbauenden Bücher von Brooke Magnanti, alias Belle de Jour (französisch für „Schöne des Tages“). Hauptdarstellerin Piper erhielt im Rahmen ihrer Vorbereitungszeit zum Dreh die Gelegenheit, sich unter vier Augen mit Magnanti selbst zu unterhalten, obwohl die Identität der Autorin zu diesem Zeitpunkt nur einer Handvoll Menschen bekannt und eines der bestgehüteten Geheimnisse der britischen Literaturszene war.
Ursprünglich sollte die Fernsehserie für den britischen Sender Channel 4 produziert werden. Als dieser jedoch absprang, sicherte sich ITV die Rechte. Auf dem Sender ITV2 wurden alle vier Staffeln ausgestrahlt. Die erste Episode lief am 27. September 2007 in Großbritannien an. Mit Bestellung der vierten und letzten Staffel wurde das Serienende im Juni 2010 offiziell bekannt gegeben. Die letzte Episode wurde am 22. März 2011 ausgestrahlt. An der Produktion der Serie waren IMG Media, Tiger Aspect Productions, Silver Apples Media und die Artist Rights Group beteiligt.
Neben Hauptdarstellerin Billie Piper waren Greg Brenman, Avril MacRory und Michael Foster als Executive Producers für die Finanzplanung des Filmprojektes verantwortlich. Produzentinnen waren Jacquie Glanville (Recovery) und Elinor Day (The Diary of Anne Frank).

## Ausstrahlung
Deutschland 
Die Erstausstrahlung der Serie erfolgte am 18. September 2009 bis 9. Oktober 2009 auf dem Pay-TV-Sender Passion. Von 2013 bis 2015 wurde die Serie zweimal beim Free-TV-Sender Sixx ausgestrahlt.
Noch vor Ausstrahlung im deutschen Free-TV waren die ersten beiden Staffeln auf den Portalen Lovefilm und MyVideo zum Onlineabruf veröffentlicht. Auch die späteren Staffeln wurden nach der Ausstrahlung bei Sixx bei MyVideo veröffentlicht. Amazon Prime bietet die Serie an.
Großbritannien 
Am 27. September 2007 erfolgte die Erstausstrahlung auf dem Sender ITV.
USA 
In den Vereinigten Staaten wurde die Serie vom Pay-TV-Sender Showtime gezeigt.

## Besetzung und Synchronisation
Die deutsche Synchronisation übernahm die Deutsche Synchron unter Leitung von Sabine Strobel. Das Dialogbuch wurde von Michael Nowka geschrieben.

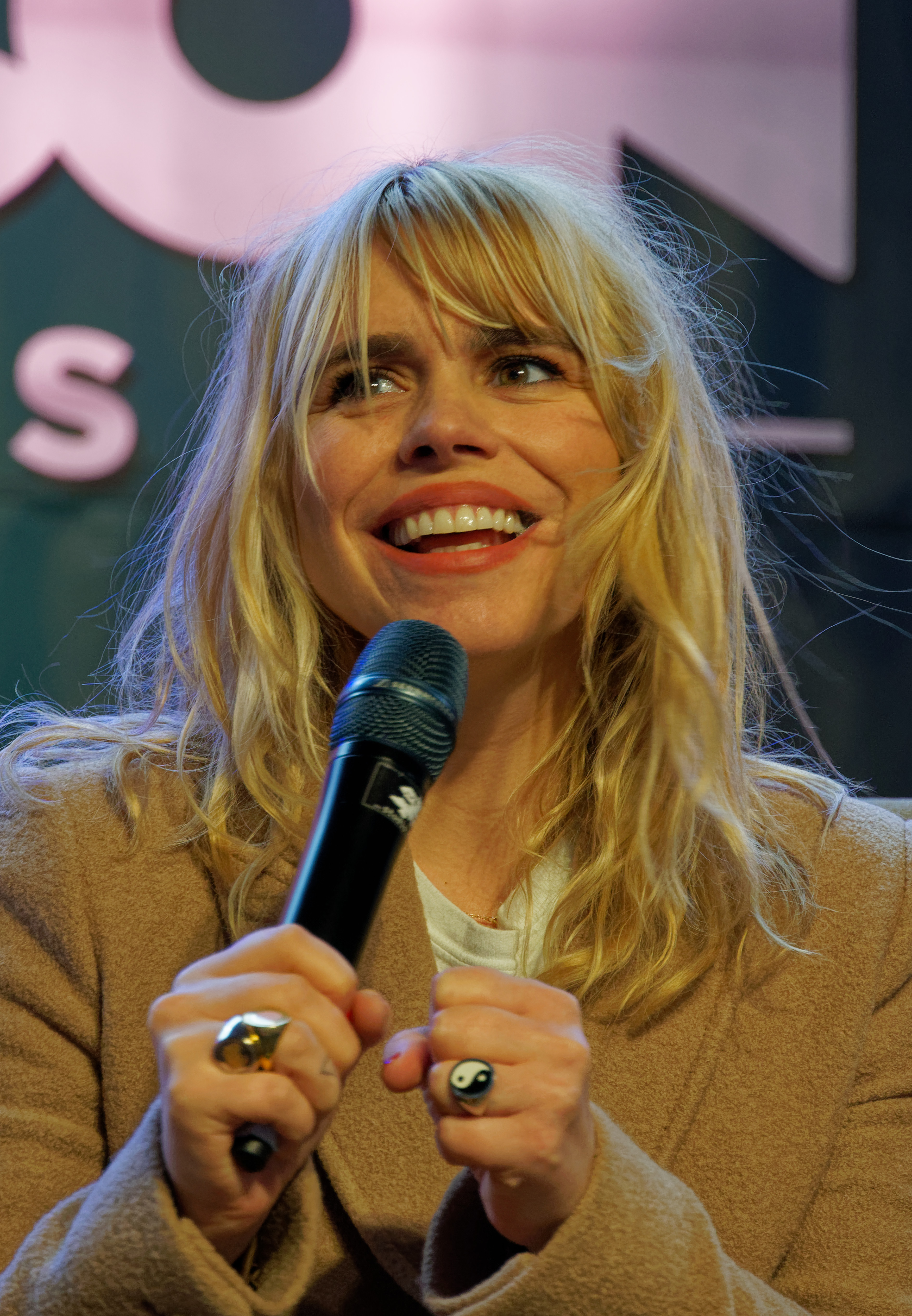
Billie Piper mimt die Hauptrolle der Hannah „Belle“ Baxter

| Rollenname            | Schauspieler/in | Rolle                     | Synchronsprecher/in |
| --------------------- | --------------- | ------------------------- | ------------------- |
| Hannah „Belle“ Baxter | Billie Piper    | 1.01–4.08                 | Luise Helm          |
| Ben                   | Iddo Goldberg   | 1.01–4.08                 | Dirk Stollberg      |
| Stephanie             | Cherie Lunghi   | 1.01–4.08                 | Susanna Bonasewicz  |
| Alex                  | Callum Blue     | 1.02, 1.08–2.08           | Karlo Hackenberger  |
| Gloria „Bambi“ White  | Ashley Madekwe  | 2.01–3.08                 | Marie-Luise Schramm |
| Jackie                | Joanna Bobin    | 2.01–2.02 3.01–3.05, 4.03 | Schaukje Könning    |
| Duncan                | James D’Arcy    | 3.01–3.08                 | Sascha Rotermund    |
| Byron                 | David Dawson    | 3.02–3.08                 | Steffan Drotleff    |
| Poppy                 | Lily James      | 4.01–4.08                 | Luisa Wietzorek     |
| Charlotte             | Gemma Chan      | 4.01–4.08                 | Anna Grisebach      |

Anmerkungen
1. 1 2  Unregelmäßige Auftritte im genannten Zeitraum